# Letepsammia fissilis
Espèce
Statut CITES
Letepsammia fissilis est une espèce de coraux appartenant à la famille des Micrabaciidae.